# Ferreira (Paços de Ferreira)
Ferreira ist eine Gemeinde (Freguesia) im portugiesischen Kreis Paços de Ferreira. In ihr leben 4244 Einwohner (Stand 19. April 2021).